# Limite de Pocock
O limite de Pocock é um método para determinar se um ensaio clínico deve ser interrompido prematuramente. O ensaio clínico típico compara dois grupos de pacientes. Um grupo recebe tratamento placebo ou convencional, enquanto o outro grupo recebe o tratamento que está sendo testado. Os investigadores que estão executando o estudo clínico desejarão interromper o estudo mais cedo (por razões éticas) quando o grupo de tratamento mostrar claramente evidências de benefício. Em outras palavras, quando os resultados iniciais se mostrarem muito promissores, não é mais justo manter os pacientes do grupo controle sem acesso ao tratamento.
O conceito foi introduzido pelo estatístico médico Stuart Pocock em 1977. As muitas razões consideradas para interromper um ensaio clínico por excesso de sucesso foram discutidas em seu editorial de 2005.

## Detalhes
O limite de Pocock fornece um limite de valor- p para cada análise intermediária que orienta o comitê de monitoramento de dados. O limite usado depende do número de análises intermediárias.
| Número de análises planejadas | Análise interina | limite de valor p |
| ----------------------------- | ---------------- | ----------------- |
| 2                             | 1                | 0,0294            |
|                               | 2 (final)        | 0,0294            |
| 3                             | 1                | 0,0221            |
|                               | 2                | 0,0221            |
|                               | 3 (final)        | 0,0221            |
| 4                             | 1                | 0,0182            |
|                               | 2                | 0,0182            |
|                               | 3                | 0,0182            |
|                               | 4 (final)        | 0,0182            |
| 5                             | 1                | 0,0158            |
|                               | 2                | 0,0158            |
|                               | 3                | 0,0158            |
|                               | 4                | 0,0158            |
|                               | 5 (final)        | 0,0158            |

O limite de Pocock é simples de usar, pois o limite do valor- p para o efeito ser considerado como existente é o mesmo em cada análise intermediária.
As desvantagens são que o número de análises intermediárias deve ser fixado no início e, nesse esquema, não é possível adicionar análises após o início do teste. Outra desvantagem é que os pesquisadores e leitores freqüentemente não entendem como os valores de p são relatados: por exemplo, se há cinco análises intermediárias planejadas, mas o ensaio é interrompido após a terceira análise intermediária após encontrar um valor de p de 0,01, o valor de p o valor geral de p para o estudo ainda é relatado como < 0,05, e não como 0,01.